# Діана (богиня)
Діа́на (лат. Diana, можливо, той же індоєвропейський корінь, що Дев, Див, Зевс, лат. Deus — «бог») — у римській міфології вічноцнотлива богиня полювання і дикої природи, жіночності, уособлення Місяця; відповідає грецьким Артеміді і Селені.
Пізніше Діану також стали ототожнювати з Гекатою. Діану ще називали Трівією — богинею трьох доріг (її зображення поміщалися на перехрестях), це ім'я тлумачилося як знак потрійної влади: на небі, на землі та під землею. Також Діану ототожнювали з карфагенською небесною богинею Целестою. У римських провінціях під ім'ям Діани шанували місцевих духів — «господинь лісу».

## Культ Діани
Хоча первісний культ Діани був загальнолатинським, у Римі він вважався «іноземним» (Рим не входив до Латинського союзу племен) і не був поширеним у патриціанських колах. Однак, був популярний серед рабів, які мали в храмах Діани недоторканність. Цар Сервій Туллій, за переказами, сам народжений в рабстві, присвятив Діані храм на римському пагорбі Авентин. Річниця заснування храму вважалася святом рабів.
Одне з найзначніших і найдавніших святилищ Діани розташовувалося у священному гаю біля міста Ариції, де було озеро, відоме як «Дзеркало Діани». На берегах озера збиралися представники Латинського союзу для розв'язання важливих питань. Там богиню шанували як покровительку диких звірів, мисливства. Заснований на Авентині храм Діани також став загальнолатинським. Римляни ототожнювали Діану з грецькою Артемідою, тому на неї поширилися функції допомоги в зачатті й народженні дітей. Зразком зображення Діани стала Артеміда Ефеська, зображувана з багатьма грудьми.
За переказами, жерцем Діани в Ариції міг стати тільки раб-утікач. Коли він входив до священного гаю, то мусив прийняти смертельний бій з іншим жерцем. У разі перемоги він ставав жерцем до приходу наступного претендента.
З храмом Діани на Авентині пов'язаний переказ про незвичайну корову, власнику якої було передбачено, що той, хто принесе її в жертву Діані в цьому храмі отримає владу над Італією. Цар Сервій Туллій, дізнавшись про це, хитрістю заволодів коровою, приніс її в жертву і прикріпив роги до стіни храму.
Діана — один з персонажів поеми Овідія «Метаморфози». Сюжет про покарання необачного мисливця вічно цнотливою богинею Діаною, яку випадково побачив оголеною мисливець Актеон, стала темою багатьох творів мистецтва (чорнофігурний лекіф, Національний археологічний музей (Афіни), фрески, картина Тіціана тощо).

## Іменини
9,10 червня, 1 липня;
13 серпня і 18 вересня (католицькі).

## Галерея

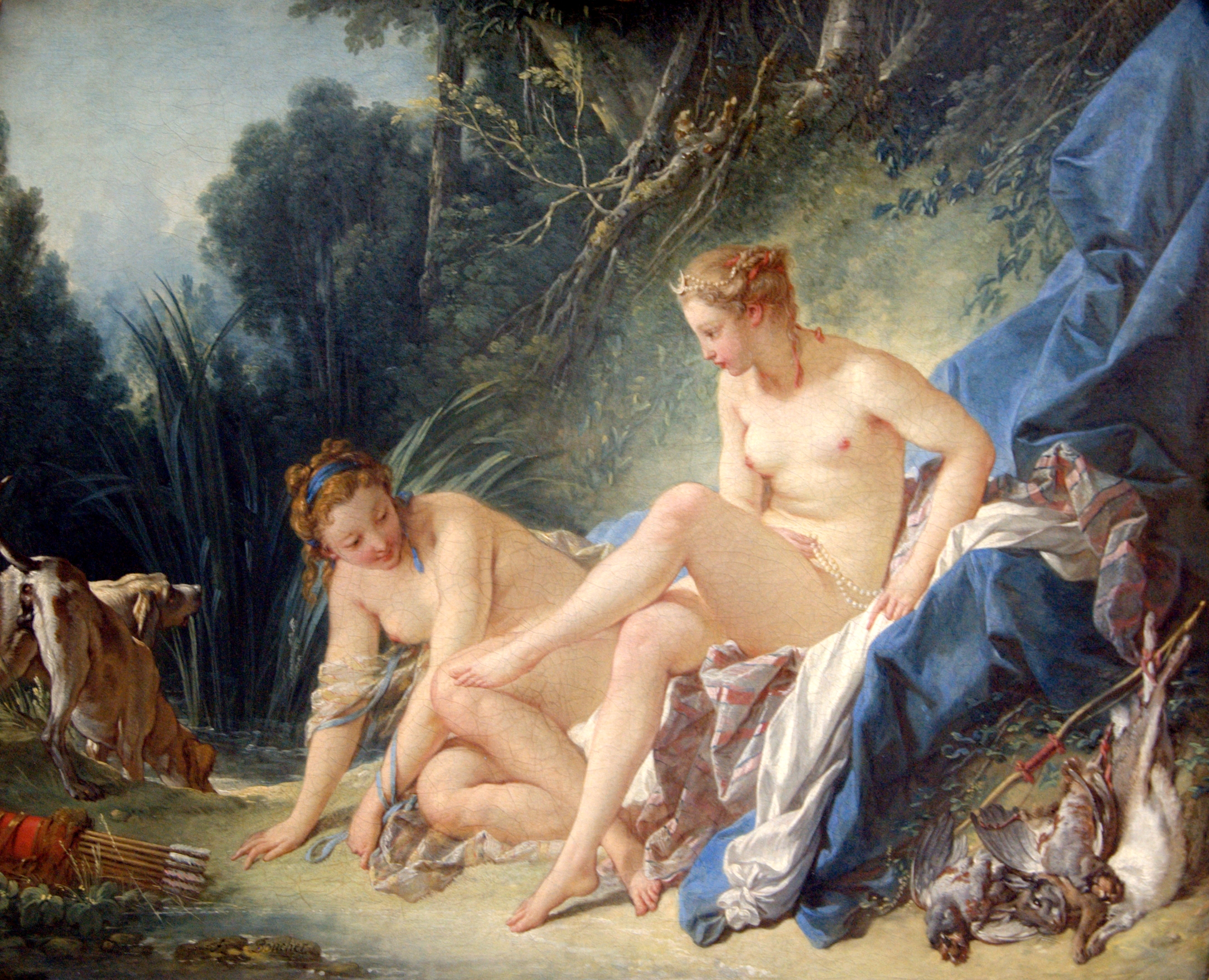
Купання Діани, Франсуа Буше (1742)
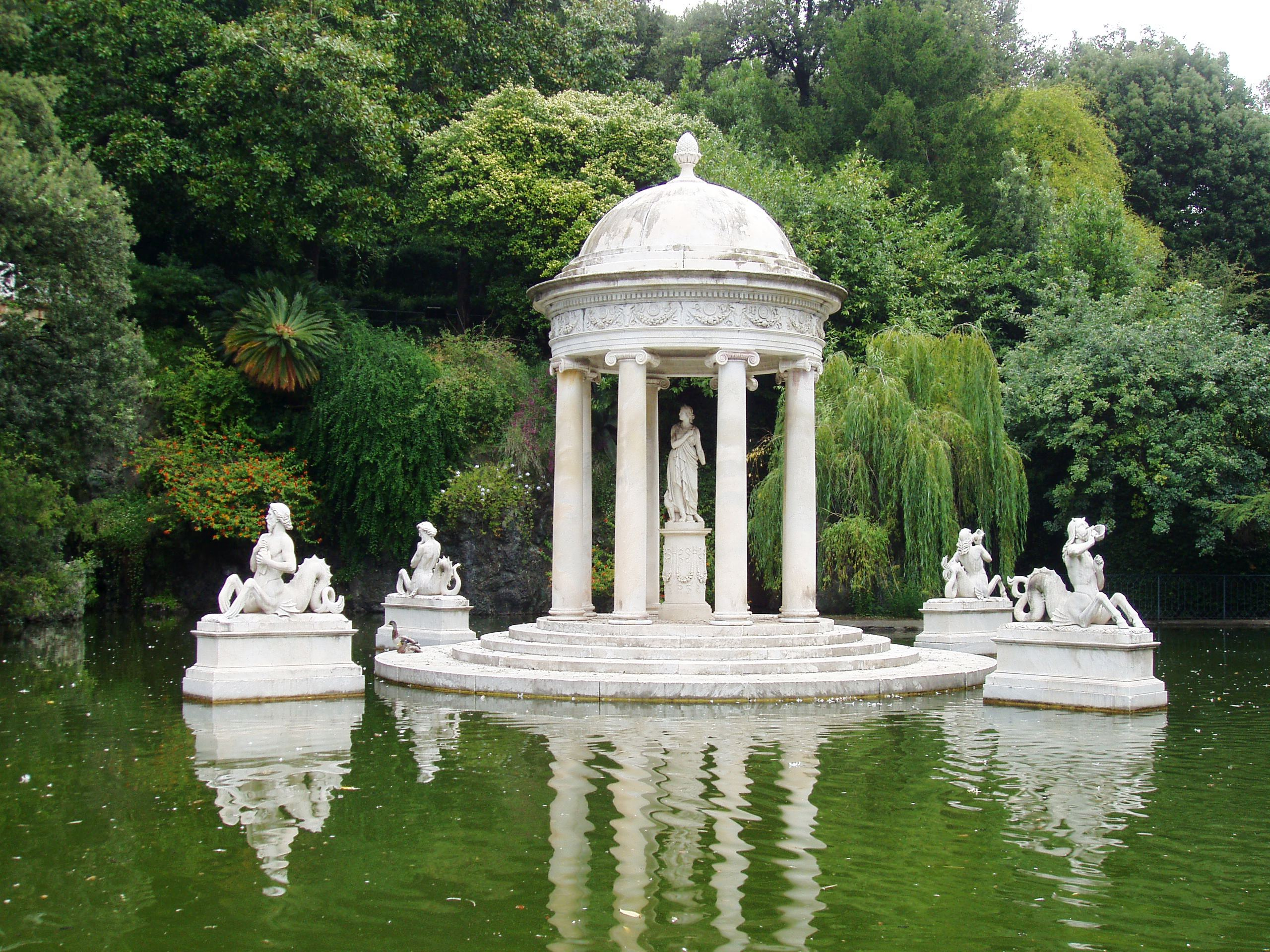
Храм Діани в Італії
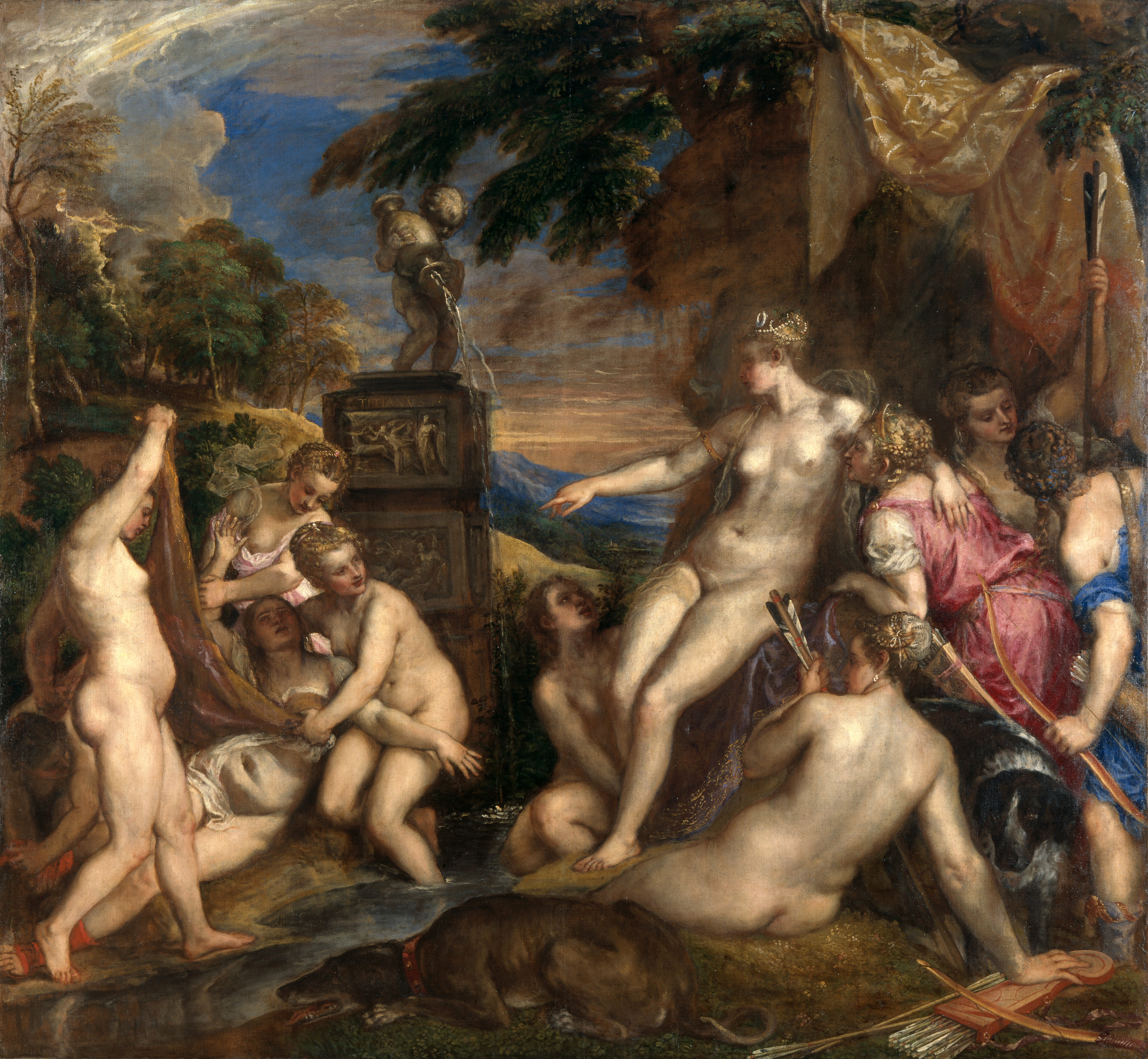
Діана та Калісто. Тиціан (1525)
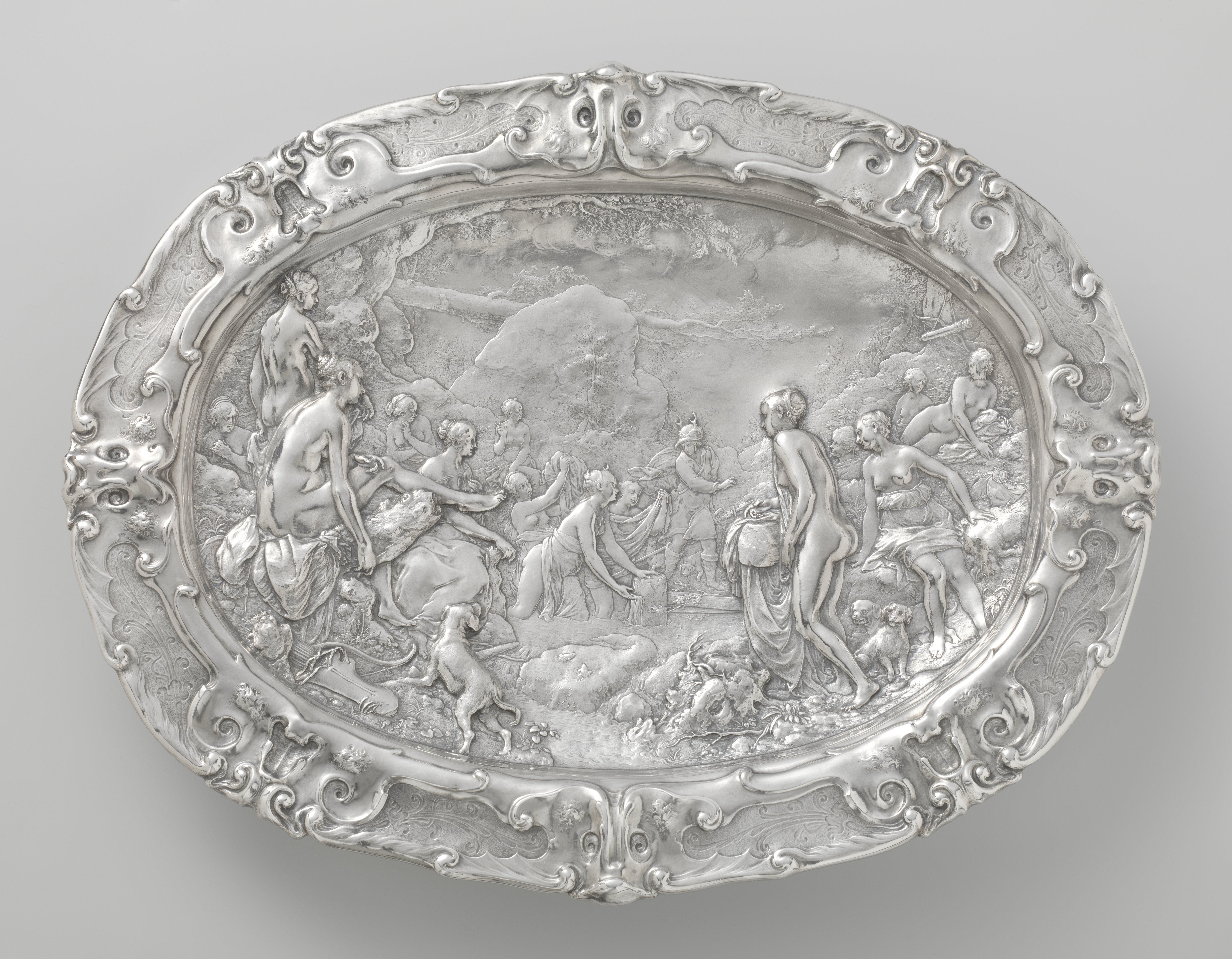
Чаша зі сценами з історії про Діану та Актеона